# Gunilla Nilars
Gunilla Christina Nilars, född 2 juli 1945 i Ludvika, är en svensk TV-producent.
Nilars utbildade sig till chefssekreterare och blev 1966 anställd som scripta på TV. Hon arbetade senare som producent för flera TV-program på TV, såsom Häftig Fredag och Måndagsbörsen. Hon har också varit projektledare för program som Melodifestivalen, Expedition Robinson, Skavlan, Dansbandskampen och Allsång på Skansen.
Nilars tilldelades hederspriset under Kristallen 2014.